# Cantone di Allassac
Il Cantone di Allassac è una divisione amministrativa dell'arrondissement di Brive-la-Gaillarde.
È stato costituito a seguito della riforma approvata con decreto del 24 febbraio 2014, che ha avuto attuazione dopo le elezioni dipartimentali del 2015.

## Composizione
Comprende i 12 comuni di:
- Allassac
- Donzenac
- Estivaux
- Orgnac-sur-Vézère
- Perpezac-le-Noir
- Sadroc
- Saint-Bonnet-l'Enfantier
- Saint-Pardoux-l'Ortigier
- Saint-Viance
- Sainte-Féréole
- Troche
- Vigeois